# Mesorhaga argentifacies
Mesorhaga argentifacies är en tvåvingeart som beskrevs av Octave Parent 1941. Mesorhaga argentifacies ingår i släktet Mesorhaga och familjen styltflugor.
Artens utbredningsområde är Thailand. Inga underarter finns listade i Catalogue of Life.